# Basil Bunting
Basil Cheesman Bunting (Northumberland, 1 de Março de 1900 - Hexham, 17 de Abril de 1985) é um nome importante do modernismo anglo-americano deste século, tendo sido o único poeta inglês a participar do grupo de poetas objetivistas. Autor de uma obra reduzida, é o poeta inglês mais conhecido nos Estados Unidos.

## Notícia biográfica
Busil Bunting foi amigo de Ezra Pound em Rapallo, na Itália. Posteriormente, Bunting tornou-se marinheiro. Encorajado por Pound publicou os primeiros poemas e tornou-se amigo de outro protegido do principal nome do primeiro modernismo de língua inglesa, o poeta norte-americano Louis Zukofsky, principal teórico do Objetivismo.
No decorrer da II Guerra Mundial, o poeta inglês foi mandado para a Pérsia a serviço da RAF, país que passou a fasciná-lo, onde conheceu sua segunda mulher.
Por viver longe dos meios literários de seu país, foi reconhecido tardiamente, somente aos 66 anos de idade, mas com entusiasmo na Inglaterra. Tal projeção somente se deu com ”Briggflatts”, onde explora a linguagem e a cultura de sua terra natal.
Ezra Pound dedicou seu Guide to Kulchur, de 1938, considerado por alguns como um livro fundamental para reflexão e como  proposta avaliativa da poesia , a Bunting, juntamente com Louis Zukofsky. Segundo Pound, Bunting teria sido o descobridor de uma espécie de genoma de toda a poesia, ao encontrar em um dicionário a equação dichten=condensare.

## Poética
Sendo autor de uma obra reduzida, a obra completa de Basil Bunting não chega a 300 páginas.
A necessidade de deixar a casa em função da guerra e de voltar para sua esposa é um dos temas obsessivos de Bunting.
Formalmente, se preocupou com aspectos sonoros da poesia, usando a fragmentação sintática da oralidade, como Pound e Jules Laforgue em poemas como ”Briggflatts”, classificado como o 76º melhor poema do mundo no século XX pela Folha de S.Paulo[carece de fontes?], poema autobiográfico em que procurou explorar os aspectos linguísticos e antropológicos de sua região natal. Devido a esta preocupação com os aspectos sonoros e com a linguagem falada real, Basil Bunting sugeriu que o poeta componha em voz alta. Desta forma, escreveu o poeta que "muitas das concepções errôneas de poesia surgiram com o hábito da leitura silenciosa" .
Anteriormente, em seu First Book of Odes, de 1929, praticou uma poesia concisa e clássica à moda de Horácio .